# Doctor docent în științe
Doctor docent în științe este un titlu academic superior, acordat în România în perioada comunistă, care recunoștea meritele excepționale ale cercetătorilor și profesorilor universitari în domeniul științific. Acest titlu era o distincție rară, oferită celor care aduceau contribuții remarcabile în cercetare, educație și progresul științific al țării, în special în domenii precum agricultura, genetica, medicina sau alte științe aplicate.

## Context istoric
Titlul de „Doctor docent în științe” a fost introdus în România în perioada regimului comunist, ca parte a sistemului de recunoaștere a meritelor academice și științifice. Într-o epocă în care statul punea un accent deosebit pe progresul tehnologic și agricol, această distincție era acordată pentru a evidenția contribuțiile unor personalități care influențau direct dezvoltarea economică și socială a țării. Titlul era superior celui de doctor în științe și presupunea o activitate de cercetare extinsă, publicații de referință și un impact semnificativ în domeniul de activitate.
Acordarea titlului era de obicei formalizată printr-un decret oficial, emis de autorități precum Ministerul Agriculturii sau Ministerul Educației, și era adesea însoțită de alte distincții, cum ar fi ordine și medalii de stat. De exemplu, în domeniul agricol, titlul a fost acordat unor personalități care au contribuit la modernizarea agriculturii românești, prin cercetări în genetică, ameliorarea plantelor sau organizarea instituțiilor de învățământ superior.

## Criterii de acordare
Deși criteriile exacte nu sunt detaliate în sursele disponibile, titlul de „Doctor docent în științe” era acordat pe baza unor realizări remarcabile, cum ar fi:
- Publicarea unor lucrări științifice de referință, care aduceau contribuții originale în domeniu.
- Coordonarea unor proiecte de cercetare cu impact național sau internațional.
- Dezvoltarea infrastructurii educaționale și științifice, inclusiv fondarea sau modernizarea unor instituții de învățământ superior.
- Formarea generațiilor de specialiști, prin îndrumarea de doctoranzi sau predarea la nivel universitar.

Titlul era acordat de obicei după o carieră îndelungată, deși în unele cazuri, personalități tinere, dar cu contribuții excepționale, îl primeau mai devreme. De exemplu, Tiberiu Mureșan a fost atestat „Doctor docent în științe” în 1972, la vârsta de 49 de ani, datorită contribuțiilor sale în ameliorarea porumbului.

## Exemple de personalități române
Mai jos sunt prezentate câteva exemple de personalități române care au primit titlul de „Doctor docent în științe”, cu accent pe domeniul agricol:

### Nichifor Ceapoiu
Nichifor Ceapoiu (1911–1994), membru titular al Academiei Române, a fost un genetician și ameliorator de plante de renume. A primit titlul de „Doctor docent în științe” în 1955, ca recunoaștere a contribuțiilor sale în genetica aplicată și ameliorarea plantelor, în special cânepa și grâul. A fondat revista „Probleme de genetică teoretică și aplicată” și a publicat lucrări de referință precum „Cânepa – studiu monografic” (1958) și „Genetica și evoluția populațiilor biologice” (1976).

### Tiberiu Mureșan
Tiberiu Mureșan (n. 1923), considerat „părintele porumbului hibrid românesc”, a fost atestat „Doctor docent în științe” în 1972. A coordonat introducerea hibrizilor de porumb în România, generalizându-le în doar 7 ani (1957–1964), și a publicat 148 de lucrări, dintre care 75 despre porumb. A fost rector al Institutului Agronomic București și președinte al Academiei de Științe Agricole și Silvice „Gheorghe Ionescu-Șișești”.

### Iulian Drăcea
Iulian Drăcea (1922–1980), ctitor al Universității de Agronomie și Medicină Veterinară Timișoara, a primit titlul de „Doctor docent în științe” în 1972. A fost rector al Institutului Agronomic Timișoara timp de 24 de ani, contribuind la modernizarea infrastructurii educaționale și la cercetarea în genetică și ameliorarea plantelor. A publicat peste 150 de lucrări, inclusiv „Genetica” (1972), și a coordonat ameliorarea grâului și porumbului la Stațiunea de Cercetări Agricole Lovrin.

## Semnificație și impact
Titlul de „Doctor docent în științe” nu doar că recunoștea meritele individuale, ci și sublinia importanța contribuțiilor științifice pentru dezvoltarea României. Personalități precum Ceapoiu, Mureșan și Drăcea au avut un impact durabil asupra agriculturii și educației, influențând generații de specialiști și contribuind la modernizarea unor sectoare cheie ale economiei. Astăzi, acest titlu este mai degrabă o relicvă istorică, fiind înlocuit de alte distincții academice în sistemul educațional contemporan.